# Heterosphecia hyaloptera
Heterosphecia hyaloptera is een vlinder uit de familie wespvlinders (Sesiidae), onderfamilie Sesiinae.
Heterosphecia hyaloptera is voor het eerst wetenschappelijk beschreven door Hampson in 1919. De soort komt voor in het Oriëntaals gebied.